# Károly Doncsecz

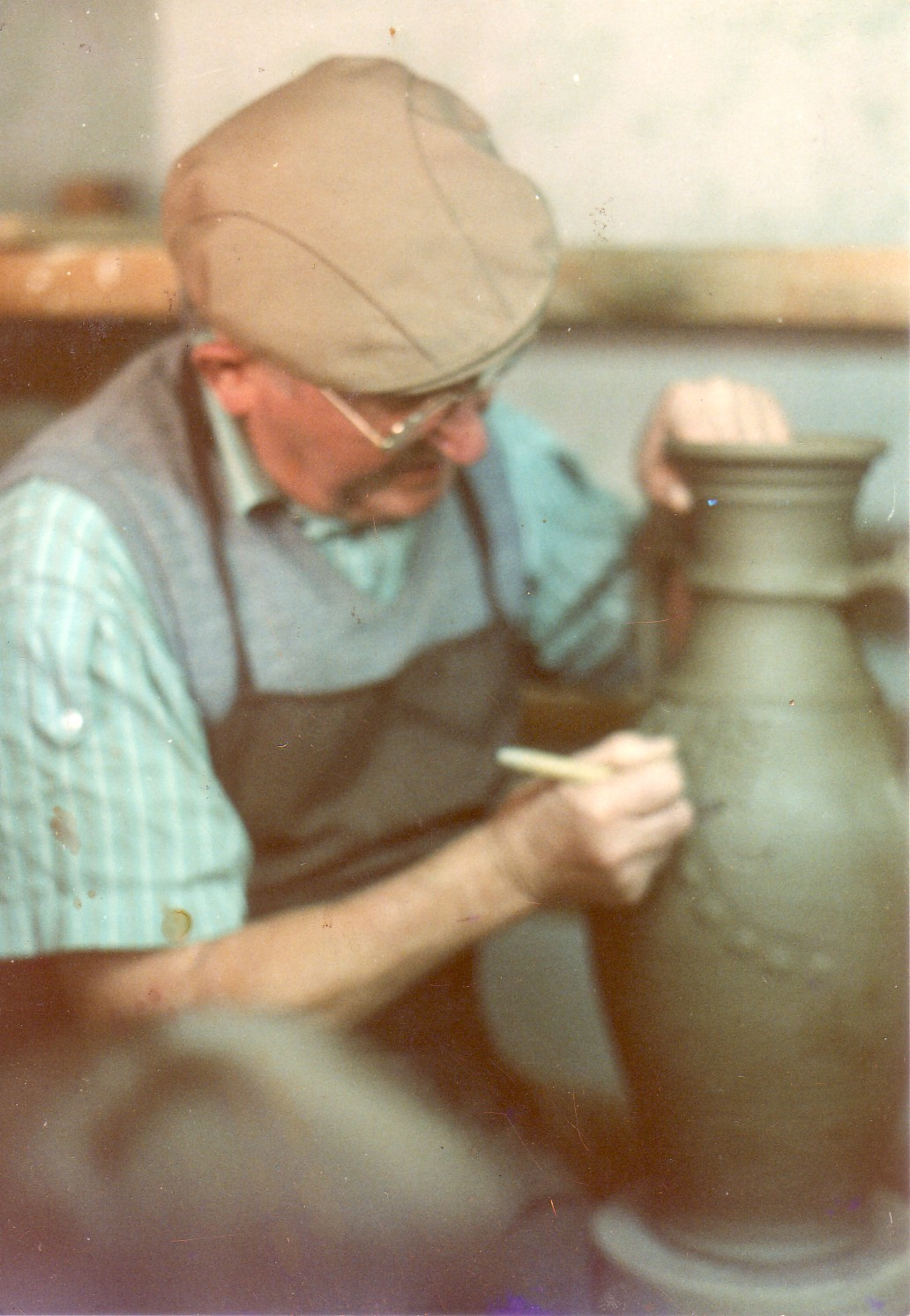
Károly Doncsecz

Károly Doncsecz Sloveens: Karel Dončec (Orfalu (Hongarije), ca. 30 mei 1918 – Körmend (Hongarije), 12 november 2002) was een Sloveens pottenbakker, Meester der Volkskunst, in Hongarije.
Doncsecz werd geboren in Comitat Vas. Zijn moeder was Anna Talabér (1900-1920), zijn vader Károly Dancsecz (1894-1927). Het pottenbakken had hij geleerd in Magyarszombatfa. Tot 1940 woonde hij in Kétvölgy.

## Referentie
Some more famous characters - Károly Doncsecz